# Sergi Panadero
Panadero  Arbat est un nom espagnol. Le premier nom de famille, en général paternel, est Panadero ; le second, en général maternel, souvent omis, est Arbat.
Sergi Panadero i Arbat, né le 26 avril 1982 à Vic (Catalogne) est un joueur espagnol de rink hockey. 

## Biographie
Il joue au FC Barcelone.